# Pío Romero Bosque
O doutor Pío Romero Bosque (Suchitoto, El Salvador, 1860 - Manágua, Nicarágua, 10 de Dezembro de 1935) foi um político e advogado salvadorenho, presidente da républica de El Salvador, entre 1927 e 1931.
Em 1892 iniciou sua carreira política ao ser eleito deputado para a Assembléia Nacional. Também serviu como juiz de primeira instância e magistrado no poder judicial. No governo dos presidentes Jorge Meléndez (1919-1923) e Alfonso Quiñónez Molina (1923-1927) ocupou cargos de ministro de guerra e ministro de governo.
Com o apoio da família Meléndez-Quiñonez foi eleito presidente da república. Tomou posse do cargo no dia 1º de março de 1927, em meio a um clima de repressão política. Durante seu mandato ocorreu a grande depressão de 1929. Como El Salvador dependia muito da economia estadunidense, esta crise repercutiu muito na vida do país, provocando uma dramática queda nos preços do café e ocasionou uma crise social no país quando os cafeeiros sequer colhiam o café.
Diante da deteriorada situação econômica surgiram os primeiros grupos de trabalhadores a se rebelarem. Em 1930, foi fundado o Partido Comunista Salvadorenho. Romero Bosque reprimiu duramente os protestos mas, próximo do final de seu mandato, organizou eleições consideradas livres e entregou o poder ao candidato vencedor, Arturo Araujo, em 1º de março de 1931.
Suas políticas sobre a posse de terra foram um dos elementos que provocaram o levante camponês de 1932 em El Salvador.
Faleceu em 10 de dezembro de 1935 aos 75 anos